# Saúl Tejada
Saúl "Huracán" Tejada (n. 1985) púgil español campeón de España de boxeo profesional en peso gallo.

## Biografía
El leonés nacido en la localidad de Cembranos hijo de padre andaluz de la localidad sevillana de Marchena y madre natural leonesa. Es apodado Huracán porque "de pequeño salía revolucionado al ring, de forma impetuosa, como un huracán, por eso me pusieron el apelativo, aunque lógicamente he ido evolucionando. El boxeo no es sólo dar puñetazos y salir a pegarse, es plantear estrategias. Se boxea con las manos, con los pies y con la cabeza"
En 2016, Saúl Tejada se proclamó campeón ante "Maravillita" Sánchez en el sexto asalto en la lucha por el título en Torrejón de Ardoz, siendo el tercer boxeador leonés en ganar el título de campeón de España detrás de Roberto Castañón y Héctor Moreira.
Defendiendo el título por tercera vez en La Coruña contra Moncho Mirás perdió y tuvo que ser trasladado al CHUAC para ser intervenido de urgencia por un coágulo en el cerebro.